# Christof Hasler d. J.

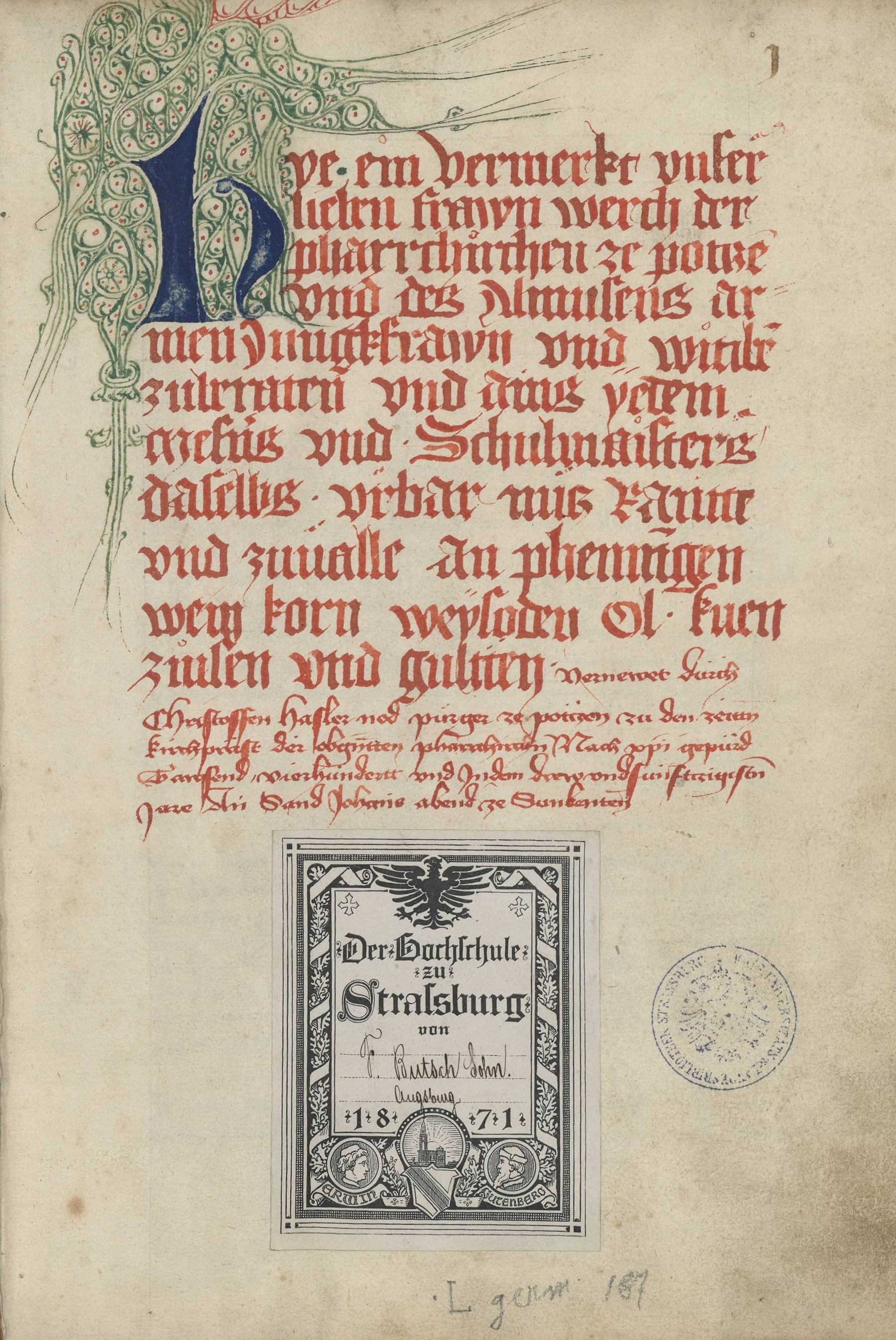
Titelblatt des Urbars und Rechtsbuchs der Bozener Marienpfarrkirche von 1453–1460, das Christof Hasler anlegte und eigenhändig schrieb (frühneuhochdeutsch)

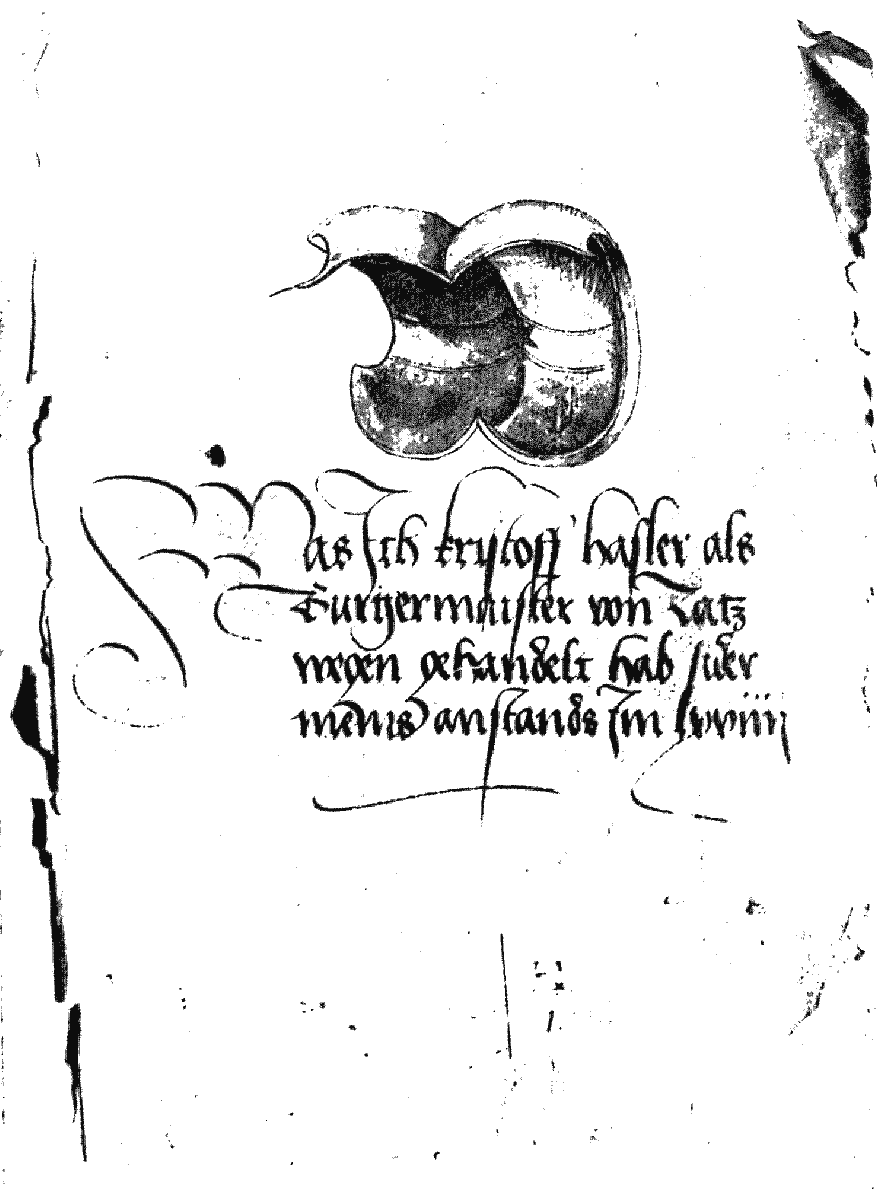
Deckblatt des ältesten Bozner Ratsprotokolls mit dem städtischen Wappen, angelegt unter Bürgermeister Christof Hasler d. J.

Christof Hasler d. J. (geb. vor 1453; gest. nach 1470) war ein Politiker und in der zweiten Hälfte des 15. Jahrhunderts zweimaliger Bürgermeister der Stadt Bozen. Als oberster kommunaler Amtsträger fungierte er 1453 und wiederum 1469 und war der fünfte in der Reihe der erstmals 1449 mit Hans Trott bezeugten Stadtoberhäupter.
Hasler war Sohn des Bozner Notars Christof Haslers d. Ä., seinerseits Sohn des Notars Johannes Hasler. Selbst städtischer Notar und Kirchpropst der Marienpfarrkirche, gehörte Christof Hasler d. J. zur Honoratiorenschicht der spätmittelalterlichen Stadtgesellschaft und gebot kraft seiner zahlreichen Ämter und Funktionen über erhebliches „Herrschaftswissen“. In den Jahren 1453–1460 legte er ein umfassendes Urbar und Rechtsbuch der Marienpfarrkirche an, das seit dem späten 19. Jahrhundert an der Bibliothèque nationale et universitaire de Strasbourg verwahrt wird. Es ist auch deshalb bedeutsam, da es neben dem Besitzstandsverzeichnis der städtischen Hauptkirche die älteste Schulordnung der Stadt aus dem Jahr 1424, eine Abschrift des Ratsprivilegs König Friedrichs III. von 1442 sowie weitere normative Quellen enthält. Schon 1460 ist Hasler mit Hausbesitz nachgewiesen, einem untrüglichen sozialen Distinktionsmerkmal und Voraussetzung für die Erlangung des Bürgerrechts.
Das älteste überlieferte Bozner Ratsprotokoll aus dem Jahr 1469 stammt ebenfalls von Haslers Hand. Es war Teil des Archivs Oberpayrsberg, ehe es in den Kriegsjahren in Verlust geraten ist.
1470 wurde Hasler gemeinsam mit seinem Bruder Hans von Herzog Sigmund von Österreich-Tirol mit dem Ansitz Niederhaus in der Bozner Raingasse belehnt.